# 宮下早紀
宮下早紀（日语：／ Miyashita Saki，12月4日—），日本女性配音員。Sigma Seven e所屬，2022年3月31日退社。出身於奈良縣。身高151cm。

## 經歷
2015年從第6回Sigma Seven聲優試鏡中獲得入選，次年2016年4月成為Sigma Seven e所屬，2022年3月31日退社。
2018年7月開播電視動畫《遙的接球》為比嘉彼方配音成為她的第一部主演作。

### 人物
興趣：練習吉他、遊戲、繪畫。特長：編織羊毛布偶。
電視動畫《遙的接球》開播後稱自身身高與聲演的比嘉彼方身高都是151cm。

## 演出
粗體字表示主要角色。

### 電視動畫
2016年
- 偶像活動Stars！（學生）

2017年
- 時間支配者（女性B）
- 動畫同好會（同伴）

2018年
- PERSONA5 the Animation（女學生A、美佳、花店店員）
- 遙的接球（比嘉彼方[4]）

2019年
- 荒野的壽飛行隊（大姐頭）
- 一個人的○○小日子（小篠咲真世）
- 海盜戰記（小孩）
- 放學後桌遊俱樂部（武笠美姬[5]）

2020年
- 魔法紀錄 魔法少女小圓外傳（同學）
- 籃球少年王（女學生）
- 多美卡友情合體 Earth Granner（飼主、澤藤涼子、觀眾B、女高中生、女播音員、Baluga第一形態 等）
- 戀與製作人 ～EVOL×LOVE～（女學生）

2021年
- 裝甲娘戰機（涼涼乃[6]）
- 堀與宮村（女高中生）
- 奇蛋物語 Wonder Egg Priority（吉田八重）
- 舞伎家的料理人（舞妓）
- 偵探已經，死了。（希耶絲塔[7]）
- 陰晴不定的體操哥哥（小孩）
- 小林家的龍女僕S（村裡的少年）

2022年
- 夫婦以上，戀人未滿。（櫻坂詩織[8]）

2023年
- 我喜歡的女孩忘記戴眼鏡（火渕結衣花[9]）

2024年
- 神之塔（第2期）（呂美生[10]）
- 靠廢柴技能【狀態異常】成為最強的我將蹂躪一切（瑟拉絲·亞休連[11]）
- 妖怪學校的菜鳥老師！（みーくん〈少年佐野〉）

2026年
- 偵探已經，死了。 Season 2（希耶絲塔[12]）

### 劇場動畫
2025年
- Virgin Punk: Clockwork Girl（神冰羽舞[13]）

### 遊戲
2016年
- 鎖鏈戰記（チムニィ）
- 魔女異聞錄：伊絲塔利亞傳說（ルリム、[14]）
- 世界鎖鏈（拉克什米·芭伊）

2017年
- 魔物娘☆後宮（日语：モン娘☆は〜れむ）（[15]）
- 幻獸姬（ヒノカグツチ）

2018年
- 問答RPG 魔法使與黑貓維茲（剎那[16]）
- 閃耀幻想曲（比嘉彼方[17]）

2019年
- 怪物彈珠（2019年 - 2024年 織女星、[18]、克莉絲汀）
- Project NOAH（[19]）
- 荒野的壽飛行隊 天空的起飛少女！（大姐姐[20]）
- Action對魔忍（星乃深月）

2021年
- 少女聖劍.io（[21]）
- 言靈戰士（日语：共闘ことばRPG コトダマン）（[22]）
- Paradigm Paradox（香織[23]）
- Crash Fever (宮澤賢治)

2022年
- 緋染天空 Heaven Burns Red（蒼井繪梨花）

### 廣播劇CD
- 墜落JK與廢人教師（2019年）[注 1]

### 特攝影集
2021年
- 嗶友×戰士 光輝亮麗力量！（日语：ビッ友×戦士 キラメキパワーズ!）（的配音[24]）

### 廣播節目
※記號表示說明網路廣播。
- 遙的接球 我們在錄音室中成為搭檔了――（2018年，音泉）※[25]
- 偵探與助手的【TANMOSHI RADIO】（2021年－播出中，音泉）※[26]

### 廣播CD
- ＜音泉＞特別CD2018夏（2018年）[27]
- 動畫 「一個人的○○小日子」 BD&DVD 第4卷 初回生產特典廣播CD2（2019年）[28][29]

### 網路電視
- 宮下早紀!!（2021年－播出中，niconico直播、YouTube Live）[30][31]

### 旁白
- 大阪市立科學館 天象儀 翻新紀念作品 「宇宙史 －138億年，原子之旅－」（2019年）[32]
- 指南書動畫 「大注目觀光地！北海道的美食小鎮 ～釧路～」（2019年）[33]
- 2！ DVD 第4卷（2020年，武笠美姬[34]）

### 其它活動
- 水樹奈奈的M的世界（日语：水樹奈々のMの世界） 廣播劇「7日推理 ～水樹奈奈失蹤事件～」（2020年，亞理沙[35]）

## 音樂作品

### 角色歌曲
| 發行日期 | CD標題                        | 名義 | 樂曲名稱                    | 商業搭配                               |
| 2018年   | 2018年                        | 2018年 | 2018年                      | 2018年                                 |
| -------- | ----------------------------- | --- | --------------------------- | -------------------------------------- |
| 8月22日  | FLY two BLUE                  | 大空遙（優木加奈）、比嘉彼方（宮下早紀）                                                                       | 「FLY two BLUE」            | 電視動畫《遙的接球》片頭主題曲         |
| 8月22日  | Wish me luck!!!!              | 大空遙（優木加奈）、比嘉彼方（宮下早紀）、湯瑪斯·紅愛（種﨑敦美）、湯瑪斯·惠美理（末柄里惠）                   | 「Wish me luck!!!!」        | 電視動畫《遙的接球》片尾主題曲         |
| 10月24日 | 遙的接球 藍光與DVD第2卷特典CD | 比嘉彼方（宮下早紀）                                                                                           | 「波彼方」 「FLY two BLUE」 | 電視動畫《遙的接球》相關歌曲           |
| 12月21日 | 遙的接球 藍光與DVD第4卷特典CD | 比嘉彼方（宮下早紀）                                                                                           | 「Wish me luck!!!!」        | 電視動畫《遙的接球》相關歌曲           |
| 2019年   |                               | |                             |                                        |
| 2月27日  | 遙的接球 藍光與DVD第6卷特典CD | 大空遙（優木加奈）、比嘉彼方（宮下早紀）、湯瑪斯·紅愛（種﨑敦美）、湯瑪斯·惠美理（末柄里惠）、大城明（木村千） | 「」                        | 電視動畫《遙的接球》相關歌曲           |
| 10月23日 | On the Board                  | 武笠美姬（宮下早紀）、高屋敷綾（高野麻里佳）、大野翠（富田美憂）                                               | 「On the Board」            | 電視動畫《放學後桌遊俱樂部》片尾主題曲 |
| 10月23日 | On the Board                  | 武笠美姬（宮下早紀）、高屋敷綾（高野麻里佳）、大野翠（富田美憂）                                               | 「笑」                      | 電視動畫《放學後桌遊俱樂部》相關歌曲   |

## 腳註

## 外部連結
- （日語）宮下早紀的X（前Twitter）